# Panteón de Komitas
El Panteón de Komitas (en armenio: Կոմիտասի անվան պանթեոն) está situado en el distrito Shengavit de Ereván, en el lado derecho de la avenida principal Arshakunyats de Armenia. Muchas figuras destacadas del mundo artístico de Armenia están enterrados aquí, incluyendo Komitas (1869—1935), uno de los grandes compositores de Armenia. El Panteón es también el sitio de las tumbas de los compositores Romanos y Spiridon Melikyan, Aram Jachaturián, los poetas Hovhannes Hovhannesyan, Shushanik Kurghinian y Avetik Isahakyan, escritores como William Saroyan, Alexander Shirvanzade, Vrtanes Papazyan, Nairi Zaryan y Suren Kocharyan, el historiador y académico Leo, y artistas como Martiros Saryan, Ofelya Hambardzumyan y Mariam Aslamazian.